# Bombomyia fulvontata
Bombomyia fulvontata är en tvåvingeart som först beskrevs av Christian Rudolph Wilhelm Wiedemann 1818.  Bombomyia fulvontata ingår i släktet Bombomyia och familjen svävflugor. Inga underarter finns listade i Catalogue of Life.